# Liotella crassicostata
Liotella crassicostata is een slakkensoort uit de familie van de Skeneidae. De wetenschappelijke naam van de soort is voor het eerst geldig gepubliceerd in 1908 door Strebel.